# Meruzalka sněžná
Meruzalka sněžná (Ribes niveum) je druh rybízu původem ze severní Ameriky. Vyskytuje se na západě USA ve státech Washington, Idaho, Oregon a Nevada s izolovanými populacemi v Coloradu a Novém Mexiku.
Meruzalka sněžná je listnatý trnitý keř vysoký až 3 metry. Trny rostou ve skupinách po 1 až 3, jsou tlusté, hnědé, dlouhé 2 až 20 mm. Listy jsou tmavě zelené, dlouhé 8 až 45 mm, 3 až 5laločné s široce vejčitým, okrouhlým nebo ledvinitým obrysem, na okraji vroubkovaně zubaté, zřídka mírně ochlupené, s řapíkem o délce 5 až 60 mm. Kvete v dubnu až květnu, drobné květy jsou bílé nebo světle růžové, rostou po 1 až 4 na tenkých stopkách dlouhých 4 až 13 mm, kalich je zvonkovitý, 2 mm dlouhý, kališní lístky 5 až 8 mm, korunní lístky 1,7 až 3,2 mm. Plodem jsou tmavě modré, modročerné nebo tmavě fialové bobule o průměru 5 až 12 mm, jsou jedlé, ale poměrně kyselé.
Jako Ribes niveum jsou často chybně označovány odrůdy bílého rybízu, který patří botanicky k druhu rybíz červený (Ribes rubrum).